# Émilien Dufour
Émilien Léon Jean Dufour,né le 27 décembre 1894 dans le 14e arrondissement de Paris et décédé le 27 mai 1975 à Briançon est un peintre et illustrateur français. 

## Biographie
Peintre et dessinateur français, né le 27 décembre 1894, au 123 boulevard de Port-Royal à Paris, et mort à Briançon le 27 mai 1975. Né d'un père savoyard, Emilien Dufour,originaire de Cusy, Employé à la Préfecture de la Seine,Médaillé militaire (8 juillet 1885),Chevalier de la Légion d'Honneur (11 juillet 1900)(*) et d'une mère bretonne, Marie-Léonie Corlobé,originaire de Lorient, il a grandi à Paris avec son frère cadet,Charles-Nicolas Dufour,né le 1er novembre 1896 à Paris (2).
Appartenant à la classe 1914, il fut mobilisé dès le mois de septembre 1914 et connut vraisemblablement le front dès le mois de décembre 1914, en Belgique, dans les environs d'Ypres (Ieper), au 135e régiment d'Infanterie. Mais, dès le mois de Mai 1915, sa santé se détériorant, il fut versé à la 24e section des Infirmiers militaires du Gouvernement militaire de Paris.
Il put ainsi, dès 1916, se livrer à son art de dessinateur en créant des cartes postales sur des thèmes militaires.
Après sa démobilisation en avril 1919, il serait devenu Sociétaire des Humoristes et aurait collaboré à diverses revues (Soleil du Dimanche (1893-), Le journal pour tous (1898-), Le Rire (1904- ), L'Amour (1909- ), Fantasio (1922-1925), La Charrette Charrie (1923- ), Le Progrès civique (1923-1924), La Petite Illustration (1935). Puis, en 1932, il aurait exposé à Paris, aux Salons des Tuileries et aux Salons d'Automne dont il était vraisemblablement sociétaire. Il fut aussi l'un des illustrateurs des Oeuvres complètes d'Anatole France publiées (1925-1935) chez Calmann-Lèvy.
Une de ses oeuvres les plus appréciées semble être l'édition de Mon frère Yves de Pierre Loti parue chez Calmann-Lévy en 1936 ; Peintre de portraits et de paysages, il a, à partir de 1932, régulièrement exposé au Salon des Tuileries et au Salon d'automne. Il est particulièrement connu pour avoir été l'illustrateur de très nombreuses œuvres romanesques des XIXe siècle et XXe siècle, notamment Madam Bovary de Gustave Flaubert, Alexandre Dumas, Erckmann-Chatrian, Edgar Poe, Pierre Loti, Anatole France, André Maurois, Pierre Benoit - Stendhal Le rouge et le noir, Balzac La Peau de chagrin, Baudelaire Les fleurs du mal, E. Brönté Les hauts du Hurlevent, - Mary Webb Sarn, - J-J. Rousseau Les confessions, Alfred de Vigny Les poésies, Barbey d'Aurevilly Les Diaboliques, Alphonse Daudet Le petit chose, C. Bronté Jane Eyre et Pierre Mac Orlan La Tradition de Minuit.

## Illustrations
- George Sand, François le champi, Paris, éditions Rombaldi, 1952
- Francis Carco, Ténèbres, Paris, Ferenczi (Le Livre moderne illustré),1946
- Mary Webb, Sarn, Aux Editions Terres latines, 1950.

## Sources
- Dictionnaire Bénézit, article « Dufour (Émilien Léon Jean) »
- (1) Archives départementales,Paris,né Corlobé,acte de reconnaissance n°369,de Paris 9°,du 17 mars 1900;légitimé par le mariage de ses parents,à Paris (9°) le 31 mars 1900.
- (2) Archives départementales,Paris,né Corlobé,acte de reconnaissance n°370,de Paris 9°,du 17 mars 1900;légitimé par le mariage de ses parents,à Paris (9°) le 31 mars 1900.
- (*) Base Léonore.Légion d'Honneur (1900) (N°notice:L.0833033 Cote de l'acte:LH/833/33 Archives nationales,site de Paris,15 pages).